# Johnny Dumfries
John Colum Crichton-Stuart, séptimo marqués de Bute (Rothesay, Argyll y Bute, Escocia, Reino Unido, 26 de abril de 1958 - 22 de marzo de 2021), fue un piloto de automovilismo de velocidad británico. Aunque él no utilizaba este título nobiliario y prefería ser conocido como John Bute. Antes del marquesado era conocido como Johnny Dumfries, nombre por el que se le conocía en su época como piloto.

## Biografía
Nacido en el seno de una de las familias aristocráticas más antiguas de Escocia, Dumfries corrió en Fórmula 1 con el equipo Lotus junto a Ayrton Senna en 1986, y fue reemplazado por Satoru Nakajima en 1987. Dumfries ganó las 24 Horas de Le Mans en 1988 con Jan Lammers y Andy Wallace.
Se retiró en 1991 y pasó a vivir en la Isla de Bute, que heredó tras el fallecimiento de su padre en 1993. Allí dirigió la finca de la familia Mount Stuart y si bien se dedicó a la pintura se estima que tuvo una fortuna cercana a las 165 millones de libras esterlinas (el equivalente a 230 millones de dólares).

## Resultados

### Fórmula 1
(Clave) (negrita indica pole position) (cursiva indica vuelta rápida)

| Año     | Escudería                      | 1     | 2       | 3       | 4       | 5       | 6       | 7     | 8       | 9     | 10      | 11    | 12      | 13      | 14    | 15      | 16    | Pos. | Puntos |
| ------- | ------------------------------ | ----- | ------- | ------- | ------- | ------- | ------- | ----- | ------- | ----- | ------- | ----- | ------- | ------- | ----- | ------- | ----- | ---- | ------ |
| 1986    | John Player Special Team Lotus | BRA 9 | ESP Ret | SMR Ret | MON DNQ | BEL Ret | CAN Ret | USE 7 | FRA Ret | GBR 7 | GER Ret | HUN 5 | AUT Ret | ITA Ret | POR 9 | MEX Ret | AUS 6 | 13.° | 3      |
| Fuente: |                                |       |         |         |         |         |         |       |         |       |         |       |         |         |       |         |       |      |        |

### 24 Horas de Le Mans
| Año     | Equipo              | Copilotos                         | Automóvil       | Clase | Vueltas | Pos. | Pos. Clase |
| ------- | ------------------- | --------------------------------- | --------------- | ----- | ------- | ---- | ---------- |
| 1987    | Kouros Racing       | Chip Ganassi Mike Thackwell       | Sauber C9       | C1    | 37      | DNF  | DNF        |
| 1988    | Silk Cut Jaguar     | Jan Lammers Andy Wallace          | Jaguar XJR-9 LM | C1    | 394     | 1.º  | 1.º        |
| 1989    | Toyota Team Tom's   | Geoff Lees John Watson            | Toyota 89C-V    | C1    | 58      | DNF  | DNF        |
| 1990    | Toyota Team Tom's   | Aguri Suzuki Roberto Ravaglia     | Toyota 90C-V    | C1    | 64      | DNF  | DNF        |
| 1991    | Courage Compétition | Anders Olofsson Thomas Danielsson | Cougare C26S    | C2    | 45      | DNF  | DNF        |
| Fuente: |                     |                                   |                 |       |         |      |            |